# Artilleriewerk Champillon

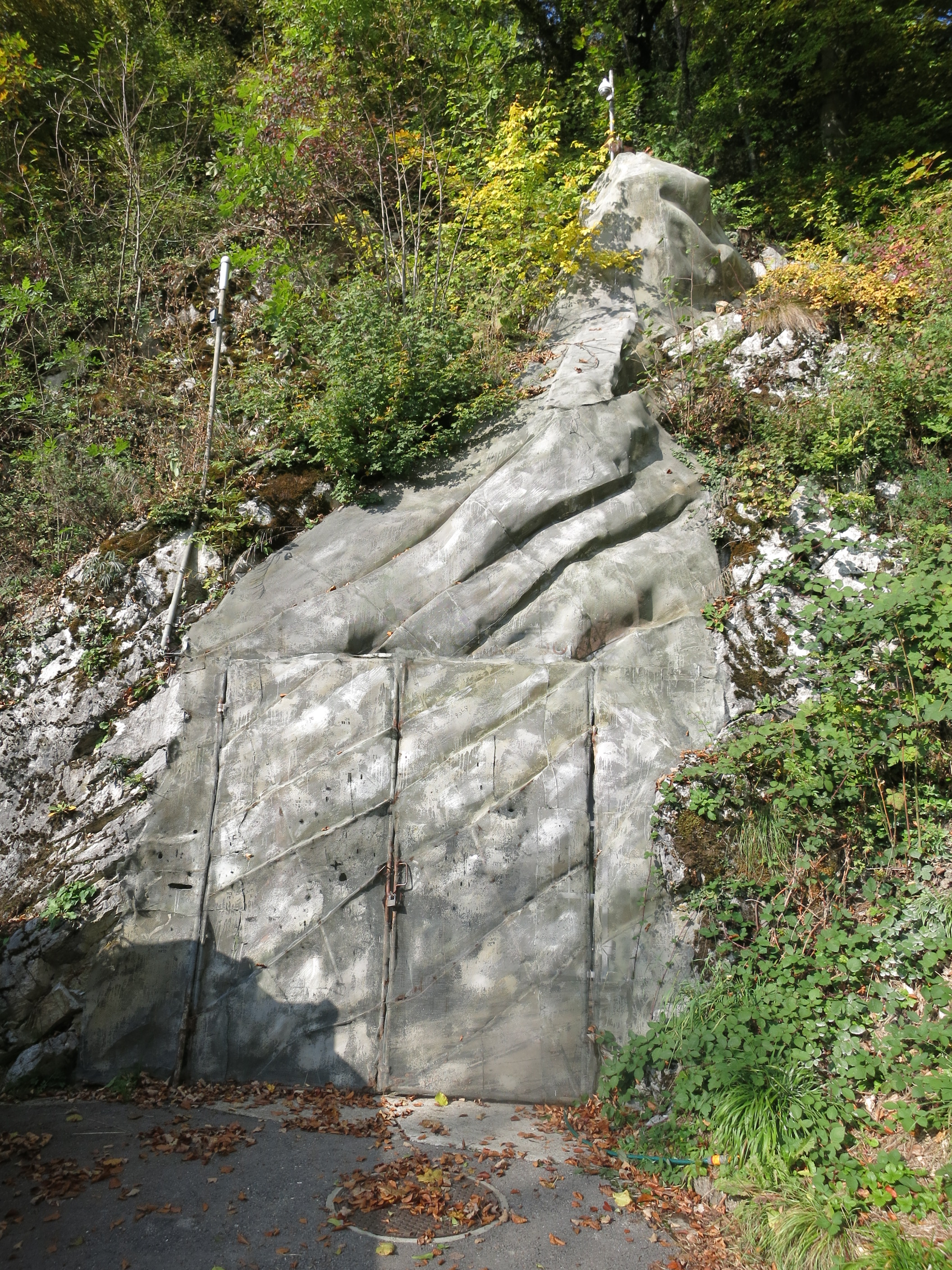
Getarnter Eingang Artilleriewerk Champillon

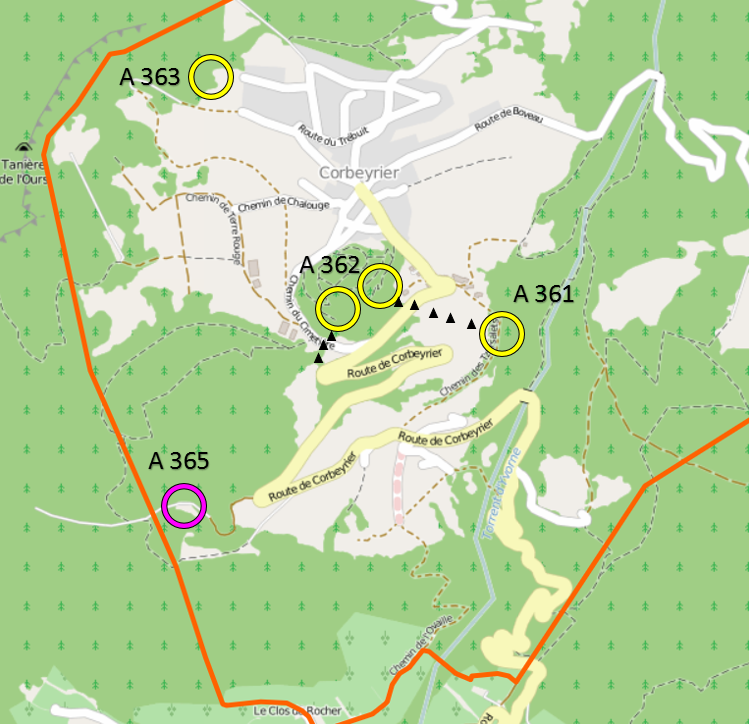
Sperrstelle Corbeyrier: pink = Artilleriewerk, gelb = Infanteriewerke

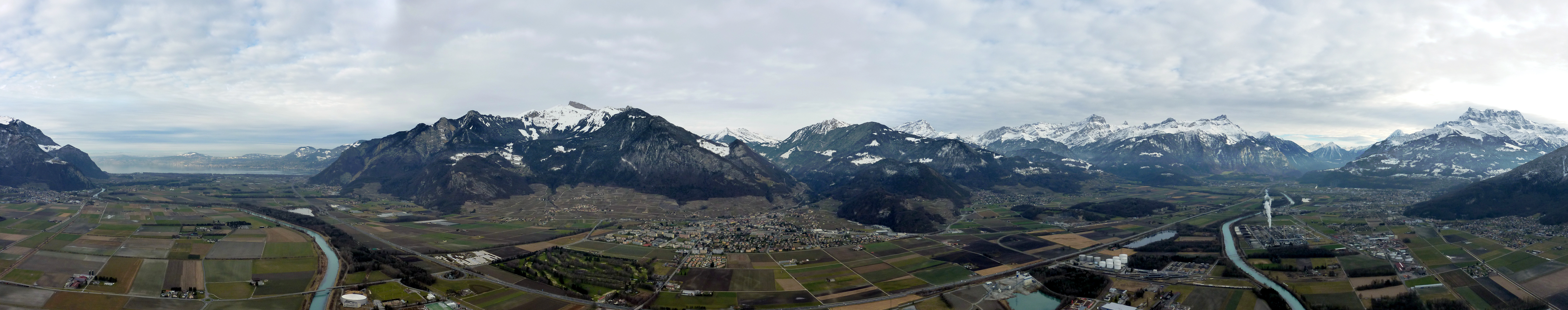
Hügel Champillon, Châtillon und Corbeyrier, links der Bildmitte, rechts der Rhone

Das Artilleriewerk Champillon (Armeebezeichnung A 365) der Schweizer Armee befindet sich auf dem Gebiet der Gemeinde Corbeyrier im Bezirk Aigle im Kanton Waadt. Es liegt im südwestlich des Dorfes liegenden Waldhügel Champillon auf rund 800 m.
Im Februar 1942 wurde mit dem Bau begonnen und im Oktober 1942 war das Werk schussbereit. Es wurde mit der Armee 95 aus der Geheimhaltung entlassen.

## Geschichte
Den Anstoss zum Bau des Werks gab die von General Guisan befohlene neue Armeestellung im Reduit (Operationsbefehle Nr. 11, 12, 13). Das Artilleriewerk Champillon diente zur Verstärkung der Verteidigungslinie Genfersee – Grosser St. Bernhard (Festungsgebiet Saint-Maurice). 1942 erreichte das Feuer der Festung Dailly nur den Süden von Aigle und konnte die obligaten Strassendurchgänge beim Schloss Chillon und Saint-Gingolph (Fenalet) nicht abdecken. Das Artilleriewerk Chillon konnte bis Saint-Gingolph und die Porte-du-Scex (Vouvry) schiessen. Das Feuer von Champillon erreichte Chillon und Saint-Gingolph und bildete eine Ergänzung zum Artilleriewerk Chillon. Ab 1962 konnten die neuen 15 cm Kanonen von Dailly die Passage von Chillon, aber nicht diejenige von Saint-Gingolph erreichen.
Die Anlage lag im Einsatzraum (Unterwallis) der Walliser Gebirgsbrigade 10 (ab 1952 Festungsbrigade 10) im Chablais und wurde von der Festungskompanie 64 (1962–1994 Festungskompanie I/4), die zur Festungsabteilung 4 gehörte, betrieben.
Champillon wurde mit zwei 10,5 cm Festungsgeschützen 39 L 42 (Eidgenössische Konstruktionswerkstätte in Thun) ausgerüstet. Auf zwei zusätzliche Geschützstände mit 7,5 cm Kanonen musste aus Spargründen verzichtet werden.

### Infrastruktur
Das Werk ist ein in den Fels gebautes Kasemattwerk. Der Zugang (A 367) erfolgt westlich der Höhenkote 783 auf rund 800 m. Der Werkname ist vom Flurnamen Champillon abgeleitet worden.
- Haupteingangszone (A 367): Eingang, Blockhaus Innenverteidigung, Frischluftentnahme
- Technische Zone: Wasserreservoirs, Motorenraum, Filterraum
- Geschützte Zone: Kantonnement 1 mit Büro, Feuerleitstelle, Speisesaal, Küche, Sanitäre Anlagen sowie Kantonnement 2 mit vier Schlafräumen und Douchen
- Kampfzone: Druckschleuse, Geschützstände 1 und 2, Munitionsmagazine 1 und 2, alter Beobachtungsposten 2 (A 368 Dailly), Explosionsentlüftung
- Notausgangszone (A 366): Blockhaus Innenverteidigung, Treppe Notausgang, alter Beobachtungsposten 1, Notausgang, Schartenweg[4]

## Sperrstelle Corbeyrier

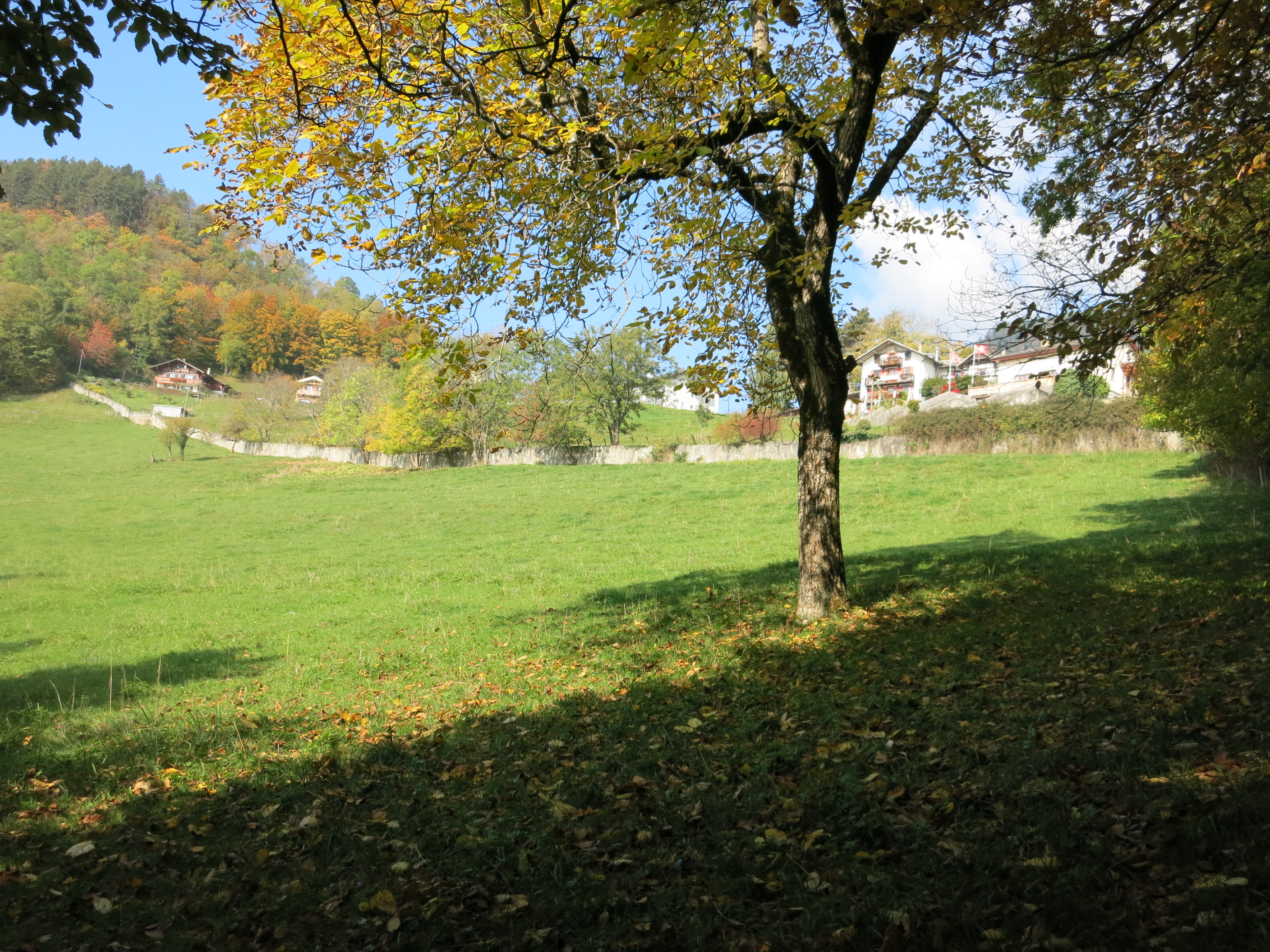
Geländepanzerhindernis Corbeyrier

Die Sperrstelle befindet sich zwischen dem Artilleriewerk und dem Dorf Corbeyrier. Sie besteht aus zwei Geländepanzerhindernissen (Kantonsstrasse T7001 und Gemeindestrasse T7002) beidseits des Hügels Châtillon mit drei Infanteriewerken (Armeebezeichnung A 361–363) und einem Sprengobjekt für die Strasse (M 1738). Sie hatten den Durchgang zum Rhonetal zu sperren. Die Sperrstelle wurde 1994 aus dem Dienst entlassen.
- Infanteriewerk Ravin A 361: im Sommer 1940 östlich des GPH erstellt. Es kontrollierte den GPH und die Schlucht des Torrent d'Yvorne ⊙
- Infanteriewerk Corbeyrier-Châtillon A 362: bestehend aus Bunker Ost westlich GPH T 7001 und Bunker West nördlich GPH T 7002 mit je einem 9-cm-Pak ⊙⊙
- Infanteriewerk Corbeyrier-superieur A 363: oberhalb Corbeyrier, am Waldrand westlich des Dorfes, Mg 51 ⊙
- Artilleriewerk Champillon A 365 ⊙

- GPH Saconnex T 7001 ⊙
- GPH T 7002 ⊙

Die Bewaffnung der Infanteriewerke (A 361, A 362) bestand ursprünglich aus zwei 4,7 cm Kanonen und ab Ende der 1950er Jahre aus zwei 9 cm Panzerabwehrkanonen (A 362 Corbeyrier-Châtillon) und einem Maschinengewehr (A 363 Corbeyrier-superieur).

## Nachnutzung

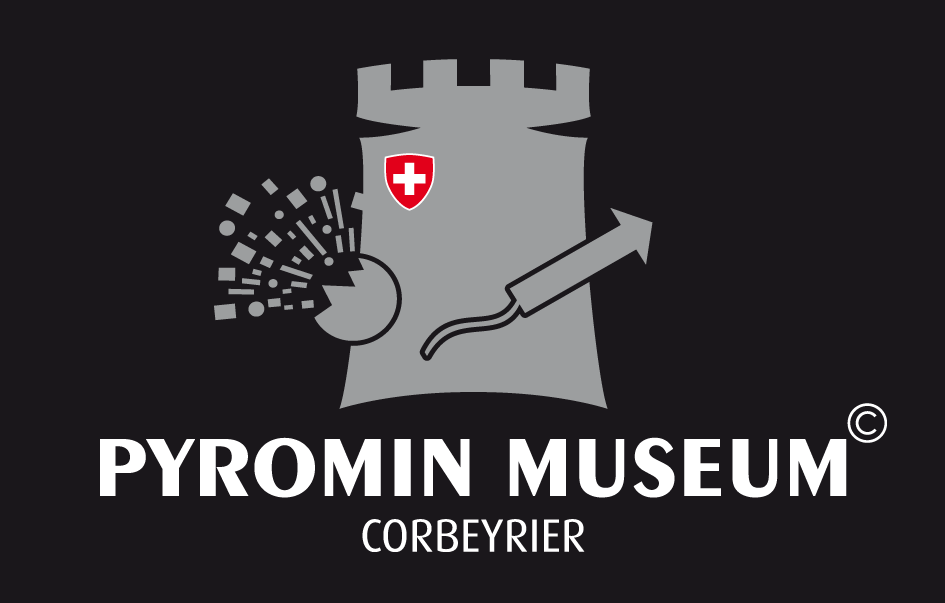
Logo des Pyromin Museums

Im Juli 2005 wurde das Werk von der Firma NL Pyrotechnique SA gekauft. Mit Hilfe der Mitglieder der Association du fort militaire de Champillon wurde dort das Pyromin Museum eingerichtet, das erste Museum in Europa für Sprengstoff und Pyrotechnik.
Das im September 2011 mit mehr als 1000 Besuchern eröffnete Museum ist gemäss Website von Mitte März bis Ende November für Führungen geöffnet.
Im Eingangsstollen befindet sich eine Messstation des Schweizerischen Erdbebendienstes.

## Publikationen
- Pierre Delévaux: Champillon’94 – la dernière mission. Interaktive CD des ehemaligen Kommandanten über das Artilleriewerk A 365 und die Infanteriewerke A 362 und 363.
- Pierre Delévaux: Champillon’94 – la dernière mission. 65-minütiger Film des ehemaligen Kommandanten über die Werke der Festungskompanie I/4 von 1944–1994 mit Kommentar, detaillierten Plänen, Karten und geschichtlichen Exkursen. Streifzug durch das Artilleriewerk A 365 und die Infanteriewerke.